# Două mii de lei (monedă românească)
Două mii de lei a fost o monedă a leului românesc introdusă în timpul domniei regelui Mihai I. Realizată dintr-un aliaj de cupru și zinc, aceasta a fost pusă în circulație la 20 iunie 1946 și a marcat una dintre ultimele emisiuni monetare ale Regatului României înainte de reforma monetară din 1947, care a condus la retragerea sa din uz.

## Istorie

### 2000 lei 1946

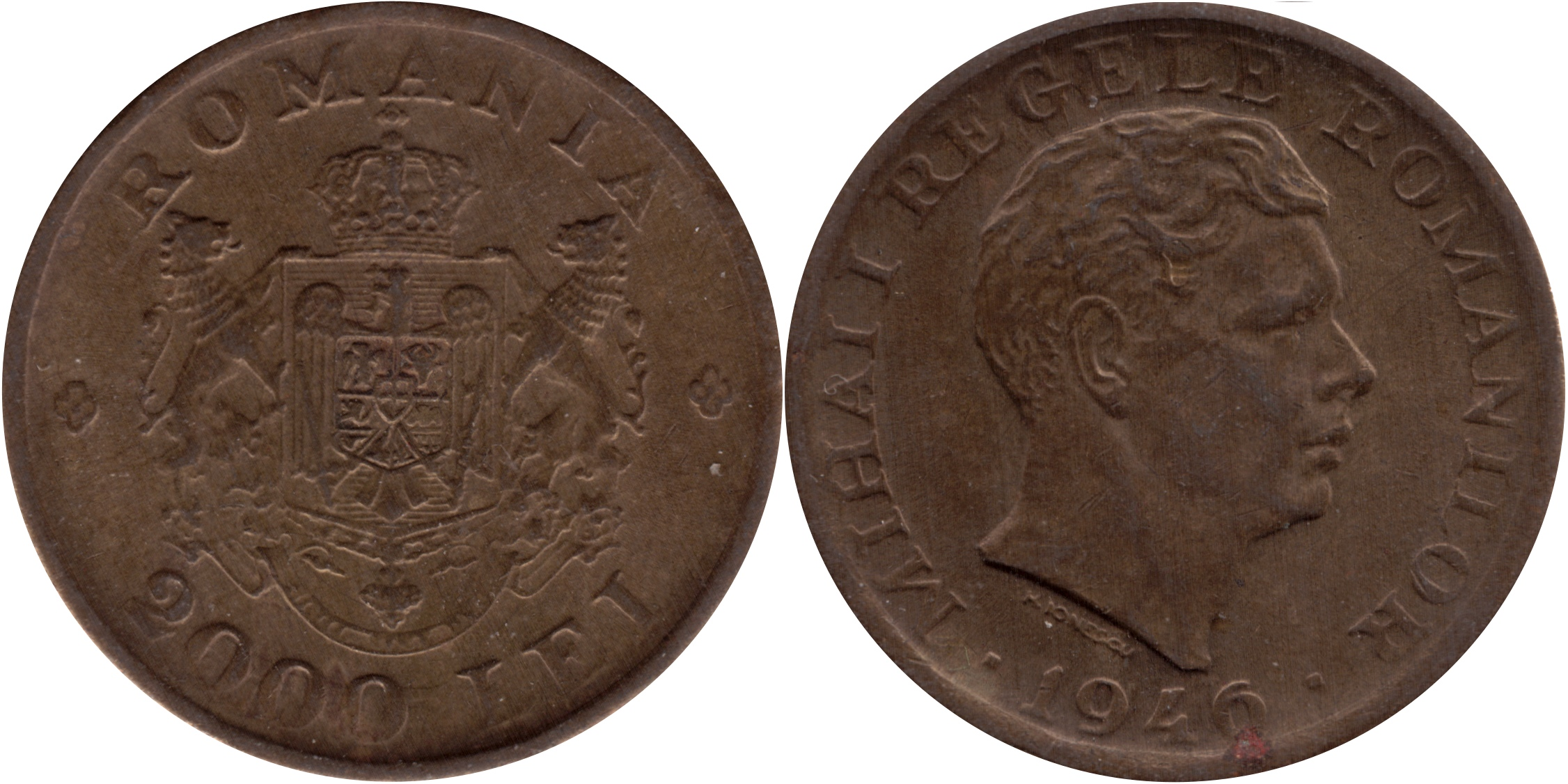
Monedă de 2000 de lei din 1946

Valoarea nominală de 2000 de lei a fost introdusă pentru prima dată în 1941, sub formă de bancnotă.
În Monitorul Oficial nr. 137 din 17 iunie 1946 a fost publicat Înaltul Decret Regal nr. 1.814, privind introducerea în circulație a monedelor de 500, 1000 și 2000 de lei, cea din urmă începând cu data de 20 iunie din același an. Cuantumul emisiunii de 2000 de lei a fost fixat la suma de 60 miliarde de lei, iar aceasta putea fi majorată ulterior, în funcție de necesități. Totuși, în iulie 1946 erau puse în circulație monede de 2000 de lei în valoare de 12 miliarde de lei, adică 6 milioane de exemplare, iar la 31 august 1946 în valoare de 26,6 miliarde de lei, adică 13,3 milioane de exemplare.
Aceasta avea 24 mm diametru, cu o toleranță de 0,05 mm, o greutate de 5 g, o grosime de 1,55 mm și fost realizată din 63% cupru, cu o toleranță de 1,5%, și 37% zinc. Reversul avea efigia regelui Mihai I, în profil spre dreapta, înconjurată de textul MIHAI I REGELE ROMANILOR ▪ 1946 ▪, iar sub efigie era inscripționat numele gravorului, H. IONESCU. Pe revers era reprezentată stema mijlocie a Regatului României, însoțită de textele ROMANIA în partea superioară și 2000 LEI în cea inferioară, iar în dreapta și în stânga erau reprezentate câte o floare cu patru petale. Pe muchie se găsea incripționată deviza Regatului României, NIHIL 🕂 SINE 🕂 DEO ✼.
Conform presei din epocă, moneda de 2000 de lei din 1946 ajungea rar pe piață, fiind fie tezaurizată de populație, care o percepea ca mai valoroasă decât bancnotele de aceeași valoare nominală, fie achiziționată de întreprinderi și utilizată pentru plăți mari, circulând în saci. Pentru a remedia situația, Ministerul Finanțelor a dispus ca, începând din august 1946, salariile și pensiile publice să fie plătite în monede metalice de 500 și 2000 de lei, în măsura primirii lor de la Monetăria Statului, cu scopul de a le readuce în circuitul economic.
După Reforma monetară din 15 august 1947, moneda a fost retrasă din circulație.
Valoarea nominală a revenit, sub formă de bancnotă, în contextul inflației din România din anii 1990 și a fost în uz până la 30 noiembrie 2004.